# AJ Venter
Pour les articles homonymes, voir Venter (homonymie).
Pas d'image ? Cliquez ici

a Compétitions nationales et continentales officielles uniquement.

b Matchs officiels uniquement.
Albertus Johannes Venter, né le 29 juillet 1973 à Zastron (Afrique du Sud), est un joueur de rugby à XV sud-africain évoluant comme deuxième ligne ou troisième ligne centre. International sud-africain à 25 reprises entre 2000 et 2006, il évolue avec de nombreuses franchises sud-africaines en Super 14, d'abord avec les Lions, puis avec les Sharks et enfin les Stormers.

## Carrière

### En club
- 1994-1996 : Rugby Rovigo
- 1996-99 : Lions
- 2000-08 : Sharks

AJ Venter participe au Super 12, devenu ensuite Super 14, d'abord avec les Lions, en 1997 et 1998, puis avec les Sharks pendant neuf saisons, et enfin les Stormers en 2009 où il dispute neuf rencontres. Il dispute également les compétitions sud-africaines, la Currie Cup, évoluant avec les provinces des Free State Cheetahs, des Golden Lions, des Natal Sharks et de la Wastern Province.

### En équipe nationale
Il a disputé son premier test match le 26 novembre 2000 contre l'équipe du Pays de Galles.
Il a remporté le Tri-nations avec les Springboks en 2004.

## Palmarès

### En club
- 88 matchs de Super 12/14    (dont 69 avec les Sharks et 19 avec les Cats)
- 41 matchs de Currie Cup  (40 points)
- Vainqueur du Tri-nations en 2004
- vainqueur de la Currie Cup en 1999 avec les Lions

### En équipe nationale
- 25 sélections avec les Springboks (+ 1 avec l’équipe A en 2003)
- Sélections avec les Springboks par année : 2 en 2000, 4 en 2001, 9 en 2002, 1 en 2003, 7 en 2004